# Мультатулі

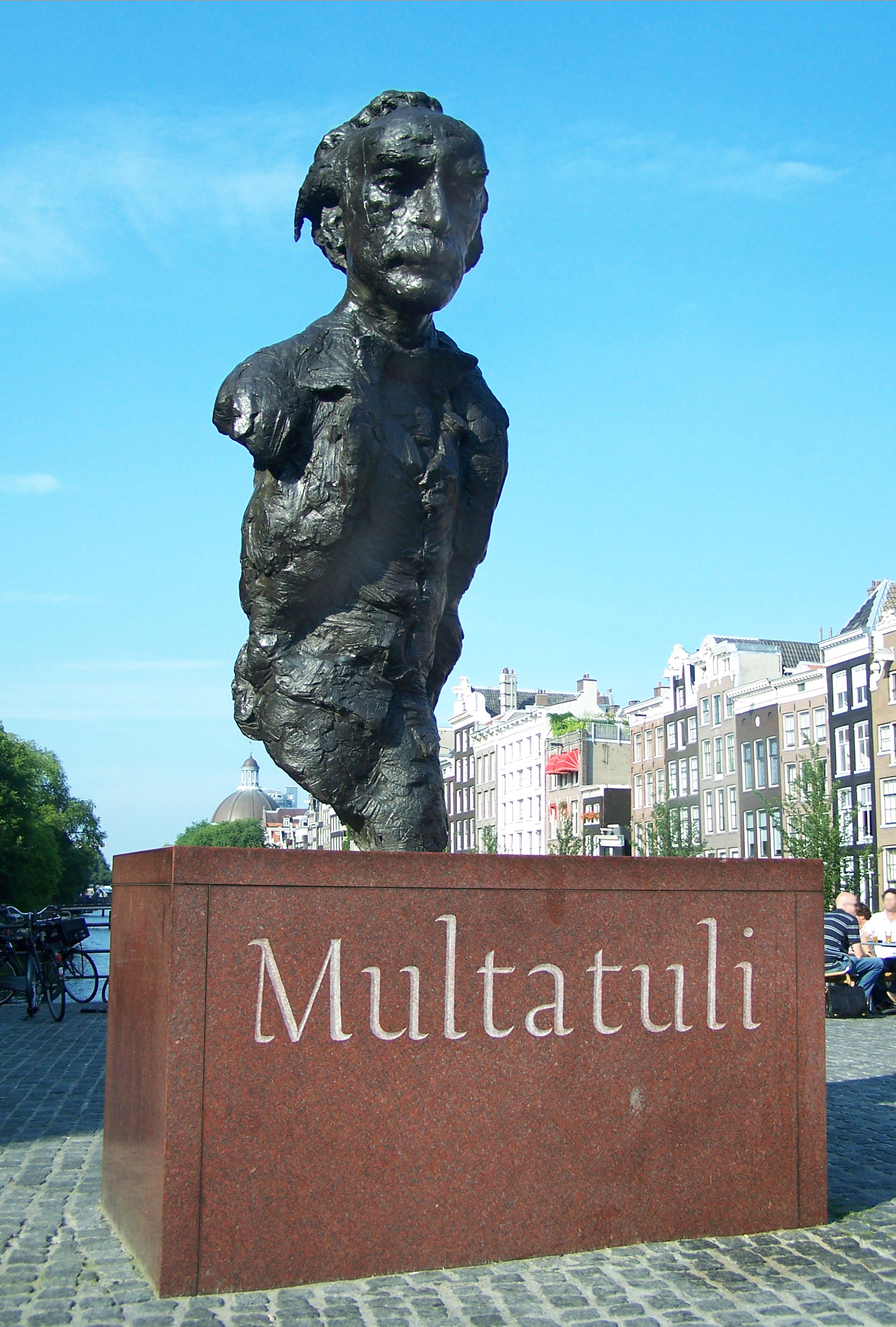
Пам'ятник Мультатулі (1987) в Амстердамі (скульптор — Ганс Баєнс)

Мультатулі (нід. Multatuli) [псевдонім (від лат. multa tuli — я багато переніс); справжні ім'я та прізвище Едуард Даувес Деккер; нід. Eduard Douwes Dekker] (2 березня 1820, Амстердам — 19 лютого 1887, Нідер-Інгельгейм, ФРН) — нідерландський письменник.

## Життєпис
Народився у родині шкіпера. Навчався торгового ремесла. З 1838 року служив у колоніальному апараті Нідерландської Індії (Індонезії). Ставши у 1856 році асистент-резидентом округу Лебак на Яві, намагався полегшити становище індонезійців. Натрапивши на опір колоніальних чиновників і місцевих феодалів, змушений був подати у відставку. Довгі роки поневірявся по містах Нідерландів, Бельгії, Німеччини, жив у злиднях.

## Творчість
Літературну діяльність розпочав у 40-х роках. Популярність Мультатулі приніс автобіографічний роман «Макс Гавелар, або Кавові аукціони Нідерландського торговельного товариства» (1859, вид. 1860, рос. пер. 1959), в якому письменник викривав колоніалізм і виступив на захист пригноблених. Оснований на автобіографічних фактах, пройнятий публіцистичним пафосом, роман набув характеру політичного памфлету. В автобіографічному епістолярному романі «Листи кохання» (1861, рос. пер. 1911), публіцистичній брошурі «Про вільну працю у Нідерландській Індії» (1862) та інших Мультатулі критикував уже капіталістичне суспільство в цілому. Суспільну мораль, політичний устрій, релігію Мультатулі викриває і в «Розмові з японцями» (1862), у «Бесідах» (1869, вид. 1870) і особливо у монументальному творі «Ідеї» (т. 1-7, 1862—1877). В «Ідеях» найповніше розкриваються погляди Мультатулі на літературу і мистецтво, яким він відводив провідну роль у вихованні народу. У дусі просвітницьких ідеалів написана драма Мультатулі «Школа князів» (1872). Світогляд Мультатулі сформувалося під впливом просвітителів і утопічного соціалізму, однак неможливість здійснення демократичних ідеалів у Нідерландах 19 століття визначила протиріччя у суспільно-політичних поглядах письменника. Його прозі властиві афористичність, фрагментарність стилю (проте спаяного єдиною думкою), демократичність мови.
Реалізм Мультатулі вплинув на Германа Гейєрманса, Германа Гортера та інших. Твори Мультатулі зіграли значну роль у викритті колоніальних порядків, вони вплинули як на громадську думку Європи, так і на формування світогляд перших індонезійських просвітителів і діячів національного руху.